# 전주 익스트림 타워
전주 익스트림 타워(영어: Jeonju Extreme Tower)는 대한민국 전북특별자치도 전주시 완산구 유연로에 계획 중인 마천루이다. 높이는 470m 규모, 지상은 143층이며 대한방직 전주공장이 철거되면 개발할 수 있다. 지상 143층의 대형타워와 컨벤션 센터 등 아파트를 짓는다는 것이 계획이다. 완공되면 대한민국에서 서울특별시 송파구에 위치한 롯데월드타워 다음으로 높은 독립 구조물이 될 것이며, 인천광역시 서구 청라국제도시에 위치한 타워 인피니티를 제치고 가장 높은 탑이 될 것이다. 또한, 도쿄 스카이트리, 광저우 타워, CN 타워, 오스탄키노 타워에 이은 세계에서 5번째로 높은 탑이 될 것이다.

## 같이 보기
- 대한민국의 마천루 목록
- 전라북도의 마천루 목록
- 전주시의 마천루 목록